# Кобоскі
Кобоскі (пол. Koboski) — село в Польщі, у гміні Нові Пекути Високомазовецького повіту Підляського воєводства.
Населення — 74 особи (2011).
У 1975-1998 роках село належало до Ломжинського воєводства.

## Демографія
Демографічна структура станом на 31 березня 2011 року:
|          | Загалом | Допрацездатний вік | Працездатний вік | Постпрацездатний вік |
| -------- | ------- | ------------------ | ---------------- | -------------------- |
| Чоловіки | 38      | 13                 | 17               | 8                    |
| Жінки    | 36      | 11                 | 15               | 10                   |
| Разом    | 74      | 24                 | 32               | 18                   |